# Плоско-Тарановка (Пятихатский район)
Плоско-Тарановка (укр. Плоско-Таранівка) — село,
Беленщинский сельский совет,
Пятихатский район,
Днепропетровская область,
Украина.
Код КОАТУУ — 1224580508. Население по переписи 2001 года составляло 9 человек .

## Географическое положение
Село Плоско-Тарановка находится на расстоянии в 0,5 км от села Плоское.
По селу протекает пересыхающий ручей с запрудой.